# Konstantin Alexejewitsch Sweschnikow

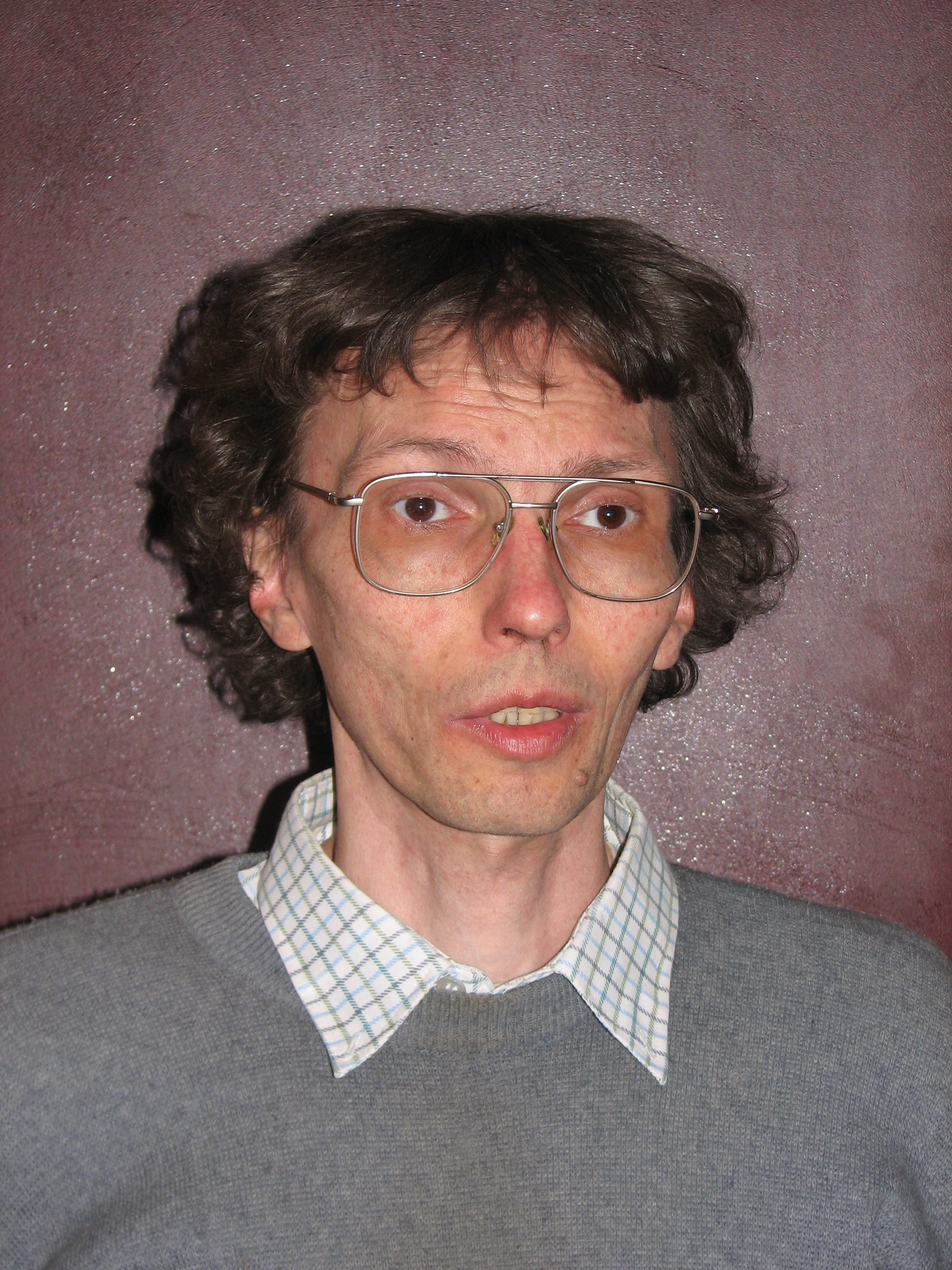
Konstantin Sweschnikow, 2006

Konstantin Alexejewitsch Sweschnikow (russisch Константин Алексеевич Свешников; * 19. August 1956 in Moskau; † 4. November 2023) war ein russischer Physiker.

## Leben

### Ausbildung
Er studierte an der Moskauer Lomonossow-Universität Physik und erhielt dort 1979 seinen Abschluss. Anschließend verfolgte er postgraduale Studien und wurde 1982 mit der Dissertation Quantensolitonen in im Wesentlichen nichtlinearen Modellen der Feldtheorie zum Kandidat der Wissenschaften promoviert. Sieben Jahre später erfolgte mit der Schrift Methode kovarianter Gruppenvariablen in der Quantenfeldtheorie mit klassischen Komponenten ungleich Null die Promotion zum Doktor der Wissenschaften.

### Berufliche Karriere
Sweschnikow blieb in Lehre und Forschung zeitlebens seiner Alma Mater verbunden. Ab 1993 arbeitete er als Dozent an der dortigen Abteilung für Quantentheorie und Hochenergiephysik der Fakultät für Physik und 1995 wurde er zum Professor ernannt. Zwischen 1991 und 2001 fungierte er als verantwortlicher Leiter des staatlichen Programms für wissenschaftlichen und technischen Fortschritt auf dem Gebiet der Hochenergiephysik und zwischen 2008 und 2016 war er Direktor des an der Lomonossow-Universität angesiedelten Bogoljubow-Instituts für theoretische Probleme der Mikrowelt. Seine Forschungsschwerpunkte lagen auf nichtlinearen und nichtlokalen Effekten in quantendynamischen Systemen sowie auf der Anwendung feldtheoretischer Methoden in der Physik fundamentaler Wechselwirkungen. Im Laufe seiner Karriere publizierte Sweschnikow mehr als 140 Fachartikel.
Er starb 2023 im Alter von 67 Jahren und wurde auf dem Moskauer Chowanskoje-Friedhof beigesetzt.